# Michael Monroe Lewis

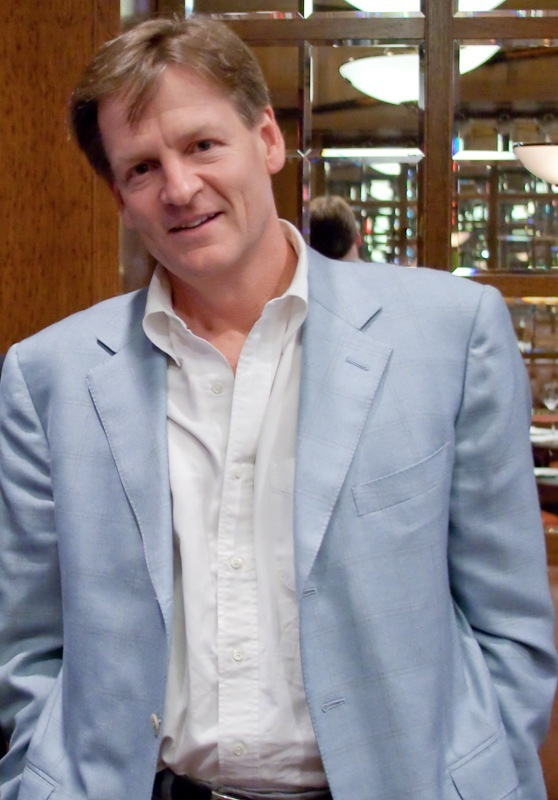
Michael Lewis (2009)

Michael Monroe Lewis (15 oktober 1960) is een Amerikaanse auteur en financieel journalist. Sinds 2009 is hij ook redacteur voor Vanity Fair, waar hij voornamelijk schrijft over zaken, financiën en economie. Hij staat bekend om zijn non-fictiewerk, met name zijn berichtgeving over financiële markten.
Lewis beschreef zijn ervaringen bij Salomon en de ontwikkeling van de door hypotheek gedekte obligaties in Liar's Poker (1989). In The New New Thing (1999) onderzocht hij het toen sterk groeiende Silicon Valley en besprak hij de obsessie met innovatie. Vier jaar later schreef Lewis het verfilmde Moneyball (2003), waarin hij het succes van Billy Beane en de Oakland Athletics onderzocht. In augustus 2007 schreef hij een artikel over catastrofe-obligaties, getiteld "In Nature's Casino", dat verscheen in The New York Times Magazine. In 2010 verscheen het verfilmde boek The Big Short over het ontstaan van de Kredietcrisis.
- Bibsys: 98008236
- Biblioteca Nacional de España: XX1533037
- Bibliothèque nationale de France: cb12209463z (data)
- Catàleg d'autoritats de noms i títols de Catalunya: 981058518648206706
- CiNii: DA05987131
- Gemeinsame Normdatei: 118926845
- International Standard Name Identifier: 0000 0001 2278 3788
- Library of Congress Control Number: n88200544
- Nationale Bibliotheek van Letland: 000220332
- MusicBrainz: 7256f849-672d-4d9c-9bb2-ae771a5a3dc8
- Bibliotheek van het Japanse parlement: 00470457
- Nationale Bibliotheek van Tsjechië: jo2012689916
- Nationale bibliotheek van Australië: 35775916
- Nationale Bibliotheek van Israël: 987007310759405171
- Nationale Bibliotheek van Polen: a0000001186128
- Nederlandse Thesaurus van Auteursnamen: 079714838
- Réseau des bibliothèques de Suisse occidentale: 02-A000104446
- Istituto Centrale per il Catalogo Unico: UBOV905682
- Système universitaire de documentation: 030738555
- Virtual International Authority File: 36966655
- WorldCat: E39PBJwhyC66TbDFqBtQRwwXBP